# Požerák

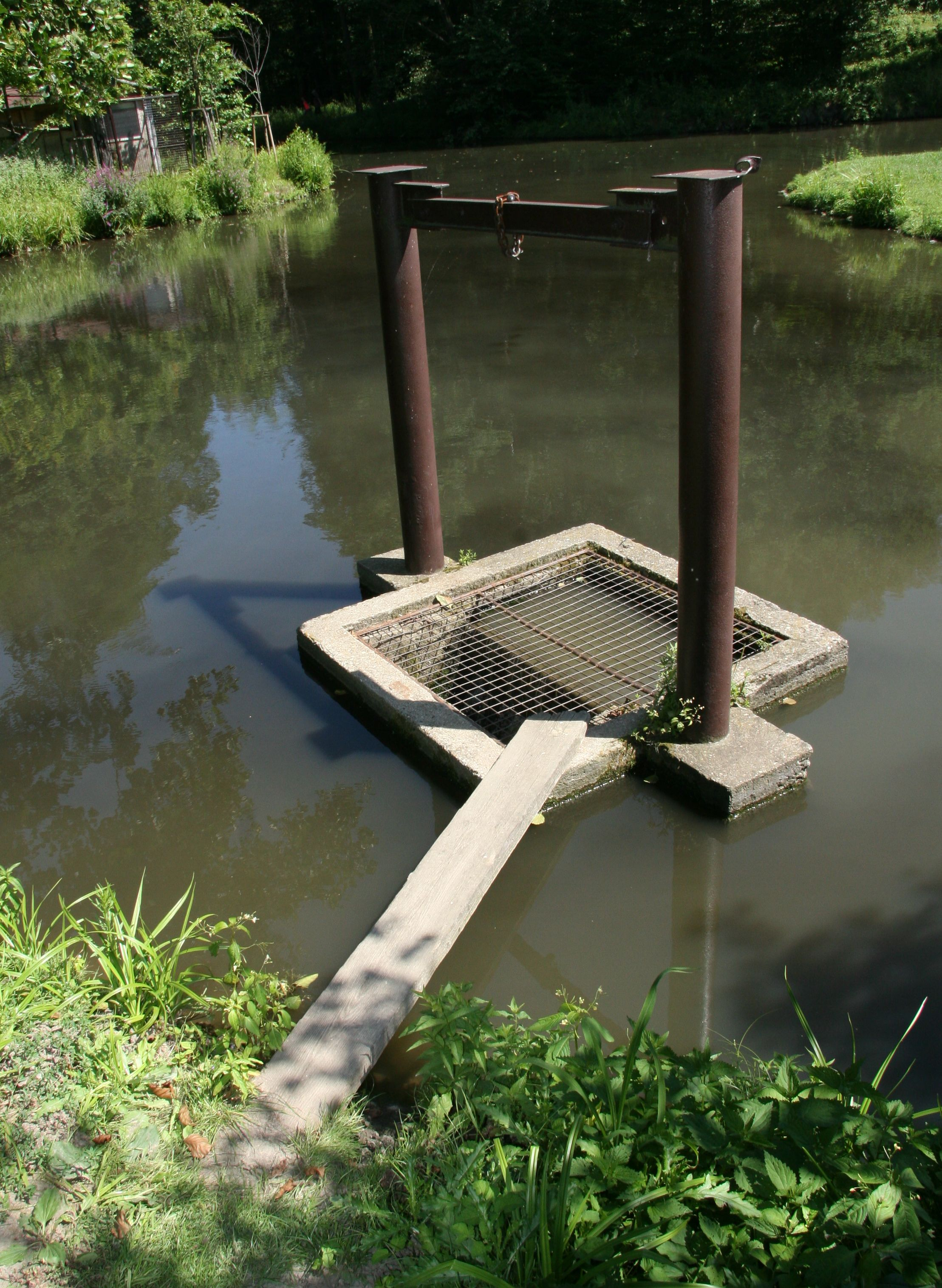
Požerák v ZOO Ostrava

Požerák, jinak též kbel či mnich, je typ vypouštěcího zařízení rybníka. Jde o svislou šachtu umístěnou v blízkosti hráze rybníka. Voda přepadá v horní části přes dlužovou stěnu na dno šachty, odkud odtéká výpustným potrubím skrz hráz do recipientu. Výpusť může být rovněž umístěna u dna, takový požerák umožňuje úplné vypuštění rybníka.
Dlužová stěna je tvořena na sebe vodorovně umístěnými fošnami (často bukovými či dubovými), u vyšších stěn je ve spodní části betonová, u dna bývá opatřena šoupětem. Výška dlužové stěny (počet dluží) stanovuje provozní výšku hladiny, kterou lze odebíráním a přidáváním dluží regulovat. Dvojitá dlužová stěna s meziprostorem vyplněným jílem omezuje ztráty vody protékající mezi dlužemi.
U otevřeného požeráku přepadá voda z hladiny, u uzavřeného odtéká voda ode dna. Kombinovaný požerák umožňuje vložením další stěny měnit, jaká voda bude odtékat.
Požerák může být umístěn přímo v hrázi, nebo u paty hráze, v tom případě ho stačí postavit až po vybudování hráze.
Materiálem pro výstavbu požeráku bývá beton, méně často kámen či kov. Dříve se na jejich stavbu používalo dřevo.
Pro dimenzování požeráku se používá rovnice přepadu. Šířku požeráku je nutno navrhnout takovou, aby nedošlo k zaklopení a tím k proniknutí stlačeného vzduchu do výpustného potrubí. Zaklopení nastává, když paprsek vody přepadající do požeráku narazí na protilehlou stěnu, voda pak protéká celým profilem požeráku. „Zaklopený“ vzduch je zdrojem tlakových rázů, které mohou poškodit potrubí.

## Fotogalerie

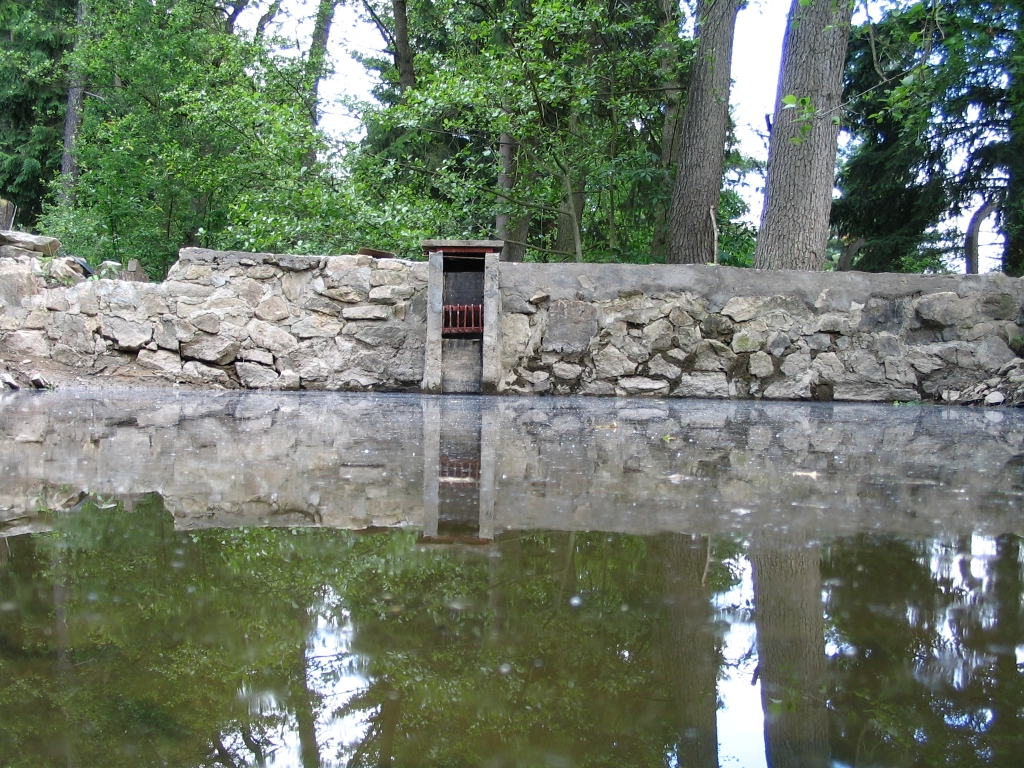
Funkční požerák na lesním rybníčku, hráz tvoří zadní část požeráku
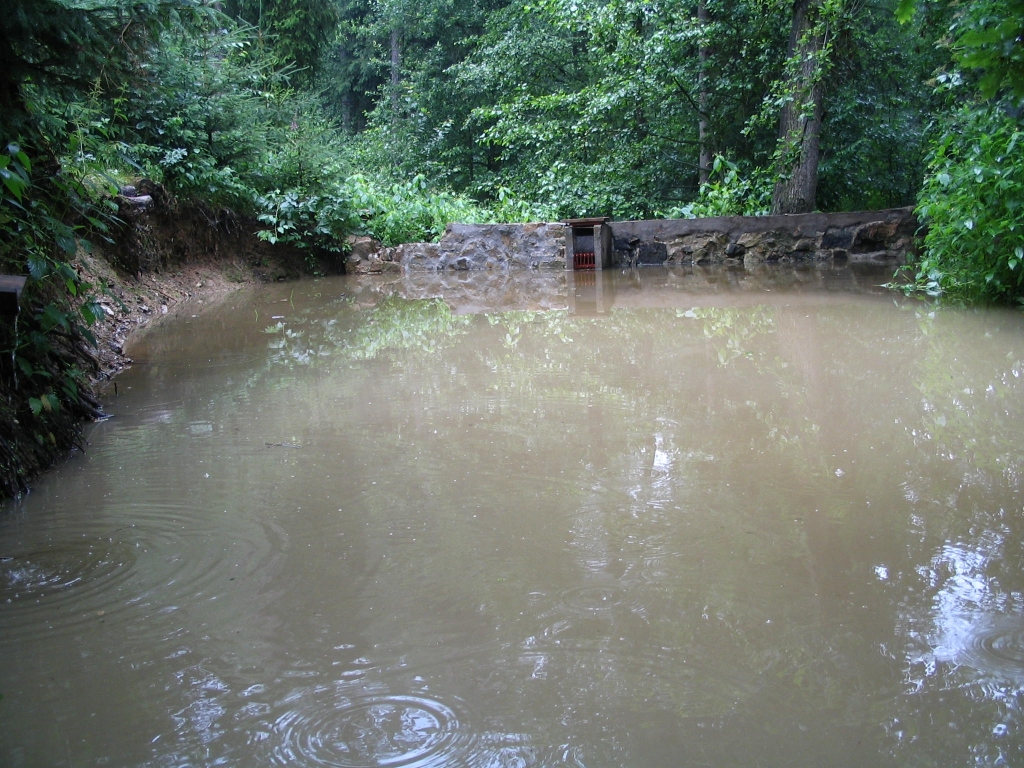
Funkce požeráku jako přelivu (bezpečnostní přeliv je na levé straně hráze)
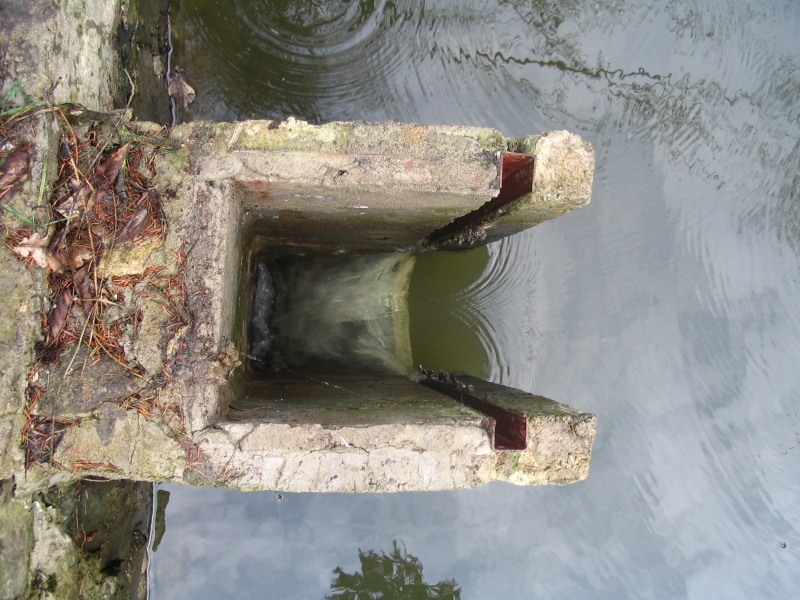
Použití požeráku k vypuštění rybníčka při výlovu
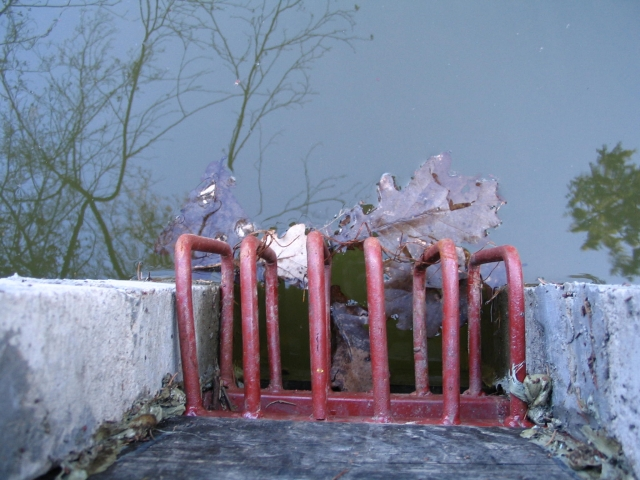
Česle požeráku shora
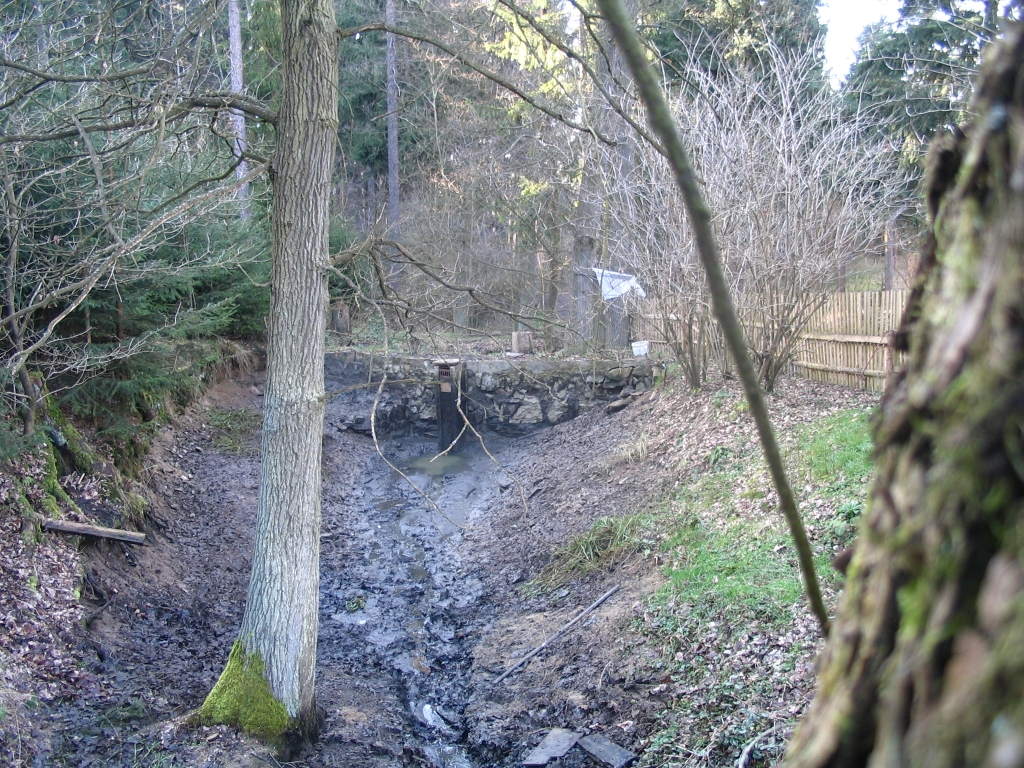
Požerák po vypuštění rybníčka, připravený k plnění
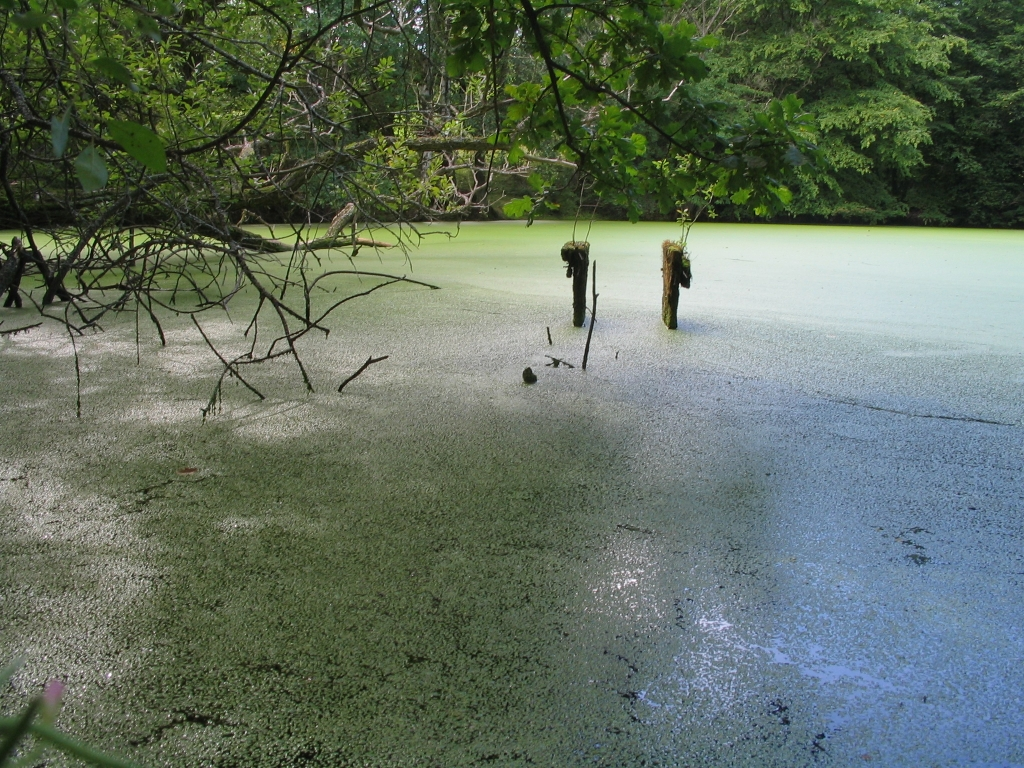
Trosky dřevěného požeráku
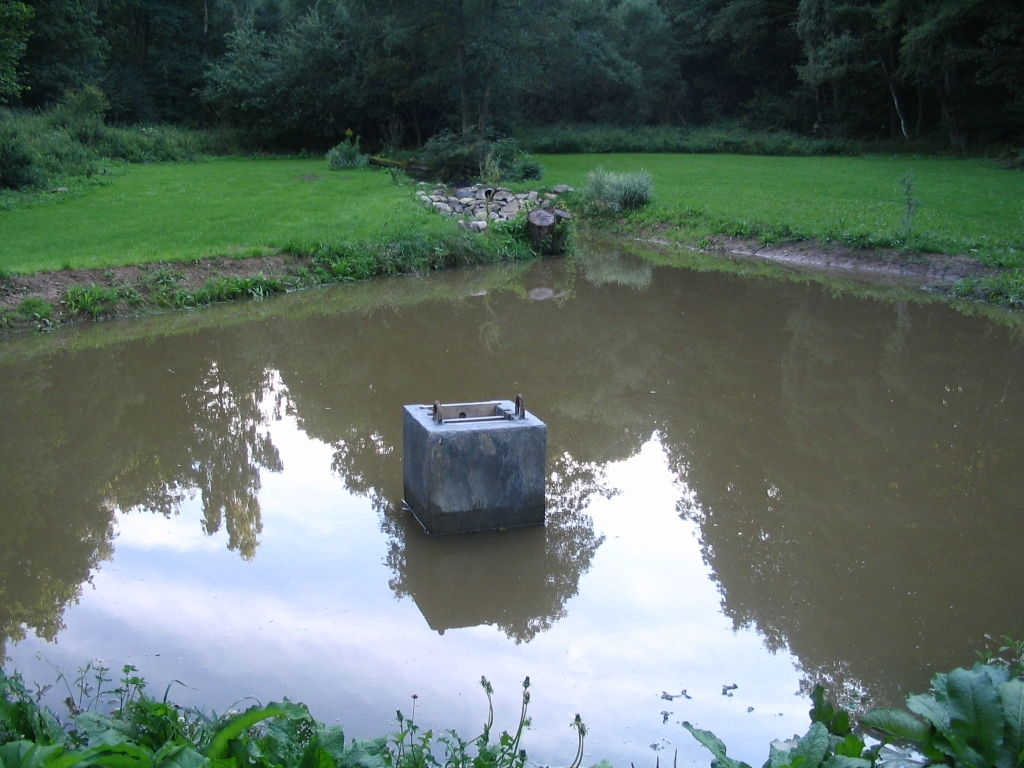
Požerák se dvěma dlužovými stěnami, ve větší vzdálenosti od hráze
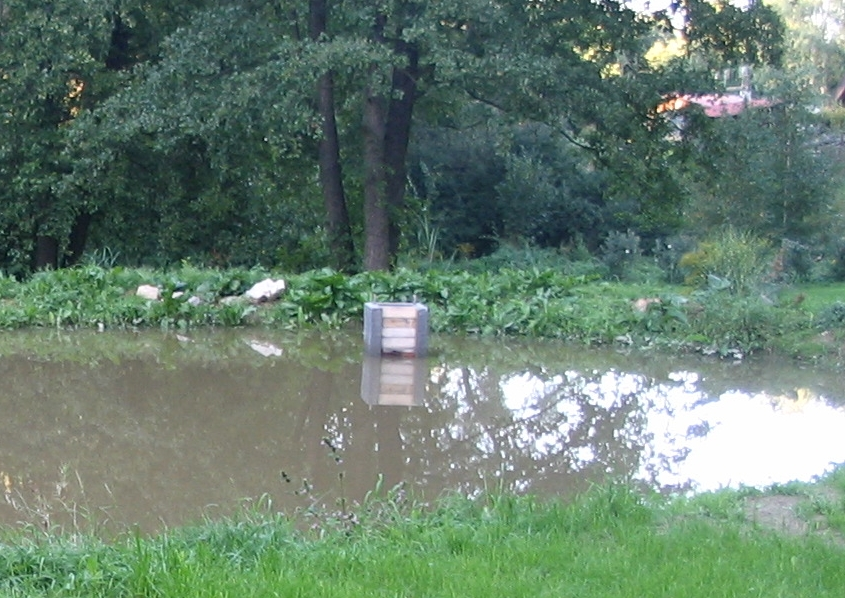
Požerák zepředu